# Lyrnattskärra
Lyrnattskärra (Uropsalis lyra) är en fågel i familjen nattskärror.

## Utseende och läte
Lyrnattskärra är en kryptiskt tecknad fågel i brunt och grått med ett rostrött halsband. Hanen är mycket karakteristiskt med extremt lång vitspetsad stjärt, upp till tre gånger längre än kroppslängden. Honan saknar den långa stjärten och skiljs från liknade svalstjärtad nattskärra på tydligare rostrött halsband. Sången består av repeterade fraser med behagliga visslingar som ökar något i tonhöjd.

## Utbredning och systematik
Lyrnattskärra delas in i tre underarter:
- Uropsalis lyra lyra – förekommer från Anderna i västra Colombia till västra Venezuela och centrala Ecuador
- Uropsalis lyra peruana – förekommer från Anderna i Peru till västra Bolivia
- Uropsalis lyra argentina – förekommer i Anderna i södra Bolivia och angränsande norra Argentina

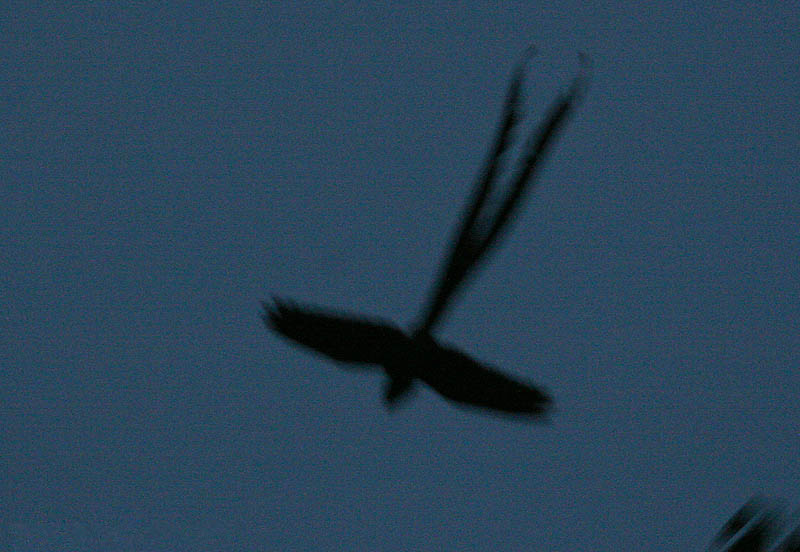

## Levnadssätt
Lyrnattskärra hittas vid bergskärningar eller klippstup inne i skog i subtropiska områden. Hanen vilar på dagen sittande på klängväxtger eller grenar så att den långa stjärten kan hänga ner, medan honan oftare tar dagkvist på marken. Arten ses oftast i skymningen, då hanen spelflyger och sprider ut sin enorma stjärt.

## Status och hot
Arten har ett stort utbredningsområde, men tros minska i antal, dock inte tillräckligt kraftigt för att den ska betraktas som hotad. Internationella naturvårdsunionen IUCN listar arten som livskraftig (LC).